# Којетин (Преров)
Којетин (чеш. Kojetín) град је у Чешкој Републици. Град се налази у управној јединици Оломоуцки крај, у оквиру којег припада округу Преров.

## Становништво
Према подацима о броју становника из 2014. године град је имао 6.263 становника.